# العلاقات الإستونية الهندوراسية
العلاقات الإستونية الهندوراسية هي العلاقات الثنائية التي تجمع بين إستونيا وهندوراس.

## مقارنة بين البلدين
هذه مقارنة عامة ومرجعية للدولتين:
| وجه المقارنة                                              | إستونيا                                                                             | هندوراس          |
| --------------------------------------------------------- | ----------------------------------------------------------------------------------- | ---------------- |
| المساحة (كم2)                                             | 45.34 ألف                                                                           | 112.49 ألف       |
| عدد السكان (نسمة)                                         | 1.32 مليون                                                                          | 9.27 مليون       |
| الكثافة السكانية (ن./كم²)                                 | 29.11                                                                               | 82.41            |
| العاصمة                                                   | تالين                                                                               | تيغوسيغالبا      |
| اللغة الرسمية                                             | اللغة الإستونية                                                                     | اللغة الإسبانية  |
| العملة                                                    | يورو، كرون إستوني، كرون إستوني، المارك الإستوني                                     | لمبيرة هندوراسية |
| الناتج المحلي الإجمالي (بليون دولار)                      | 25.92 مليار                                                                         | 22.98 مليار      |
| الناتج المحلي الإجمالي (تعادل القوة الشرائية) بليون دولار | 38.11 مليار                                                                         | 41.14 مليار      |
| الناتج المحلي الإجمالي الاسمي للفرد دولار أمريكي          | 17.79 ألف                                                                           | 2.53 ألف         |
| الناتج المحلي الإجمالي للفرد دولار أمريكي                 | 28.14 ألف                                                                           | 4.91 ألف         |
| مؤشر التنمية البشرية                                      | 0.871                                                                               | 0.606            |
| رمز المكالمات الدولي                                      | +372                                                                                | +504             |
| رمز الإنترنت                                              | .ee                                                                                 | .hn              |
| المنطقة الزمنية                                           | ت ع م+02:00، ت ع م+03:00، توقيت شرق أوروبا، أوروبا/تالين ‏، توقيت شرق أوروبا الصيفي ‏ | 00               |

## منظمات دولية مشتركة
يشترك البلدان في عضوية مجموعة من المنظمات الدولية، منها:
| علم المنظمة | اسم المنظمة                               | تاريخ انضمام إستونيا | تاريخ انضمام هندوراس |
| ----------- | ----------------------------------------- | -------------------- | -------------------- |
|             | مؤسسة التنمية الدولية                     | 11 أكتوبر 2008       | 23 ديسمبر 1960       |
|             | يونسكو                                    | 14 أكتوبر 1991       | 16 ديسمبر 1947       |
|             | وكالة ضمان الاستثمار متعدد الأطراف        | 24 سبتمبر 1992       | 30 يونيو 1992        |
|             | الأمم المتحدة                             | 17 سبتمبر 1991       | 17 ديسمبر 1945       |
|             | الفريق المعني برصد الأرض                  | ?                    | ?                    |
|             | الاتحاد البريدي العالمي                   | ?                    | ?                    |
|             | البنك الدولي للإنشاء والتعمير             | 23 يونيو 1992        | 27 ديسمبر 1945       |
|             | الاتحاد الدولي للاتصالات                  | 19 مايو 1922         | 27 أكتوبر 1925       |
|             | منظمة حظر الأسلحة الكيميائية              | ?                    | ?                    |
|             | مؤسسة التمويل الدولية                     | 9 أغسطس 1993         | 20 يوليو 1956        |
|             | المركز الدولي لتسوية المنازعات الاستشارية | 23 يوليو 1992        | 16 مارس 1989         |
|             | منظمة التجارة العالمية                    | ?                    | ?                    |
|             | منظمة الشرطة الجنائية الدولية             | ?                    | ?                    |

## وصلات خارجية
- موقع وزارة الخارجية الإستونية
- موقع وزارة الخارجية الهندوراسية